# Ендикот (Вашингтон)
Ендикот (енгл. Endicott) град је у америчкој савезној држави Вашингтон. По попису становништва из 2010. у њему је живело 289 становника.

## Демографија
Према попису становништва из 2010. у граду је живело 289 становника, што је 332 (53,5%) становника мање него 2000. године.
| Група             | 2000.       | 2010.       |
| Белци             | 511 (82,3%) | 278 (96,2%) |
| Афроамериканци    | 12 (1,9%)   | 0 (0,0%)    |
| Азијати           | 50 (8,1%)   | 0 (0,0%)    |
| Хиспаноамериканци | 33 (5,3%)   | 5 (1,7%)    |
| Укупно            | 621         | 289         |